# Camp Humphreys
Camp Humphreys (Coreano: 캠프 험프리스), também conhecido como Guarnição-Humphreys do Exército dos Estados Unidos (USAG-H), é uma guarnição do Exército dos Estados Unidos localizada perto das áreas metropolitanas de Anjeong-ri e Pyeongtaek, na Coreia do Sul.
Camp Humphreys é o lar do Aeródromo do Exército Desiderio, o aeródromo do Exército dos EUA mais movimentado da Ásia, com uma pista de 8,124 pés. Além do aeródromo, existem várias unidades de apoio direto do Exército dos E.U.A., transporte e unidades táticas localizadas lá, incluindo a Brigada de Aviação de Combate e a 2ª Divisão de Infantaria. A guarnição tem uma área de 3.454 acres e custou US$ 11 bilhões. Camp Humphreys é a maior base militar estrangeira dos EUA, que abriga cerca de 500 edifícios e amenidades.
Em 2004, um acordo foi alcançado entre os Estados Unidos e o governo sul-coreano para mover todas as forças dos EUA para as guarnições ao sul do rio Han e deslocar as Forças dos Estados Unidos na Coreia e a Sede do Comando das Nações Unidas para Camp Humphreys. Espera-se que esses movimentos sejam concluídos até 2016 e transformarão Camp Humphreys na maior guarnição do Exército dos EUA na Ásia.
Sob esse plano, a presença de 28.500 soldados dos Estados Unidos na Coreia do Sul será consolidada até 2016 e a Força dos Estados Unidos na Coreia passará da guarnição de Yongsan em Seul para Camp Humphreys, que fica a 40 quilômetros ao sul da antiga base em Seul e a cerca de 60 milhas da Zona desmilitarizada que divide a Coreia do Norte e a do Sul. Isso coloca a base duas vezes mais longe da Coreia do Norte como seu antecessor, um dos principais motivos do movimento.

## História
A história do Camp Humphreys remonta ao início do século XX quando, em 1919, os militares japoneses construíram o aeródromo de Pyeongtaek. Mais tarde, durante a Guerra da Coreia, o aeródromo de Pyeongtaek foi nomeado K-6 depois de ser reparado e reforçado pela Força Aérea dos Estados Unidos para acomodar um US Air Group e o 614th Tactical Control Group.

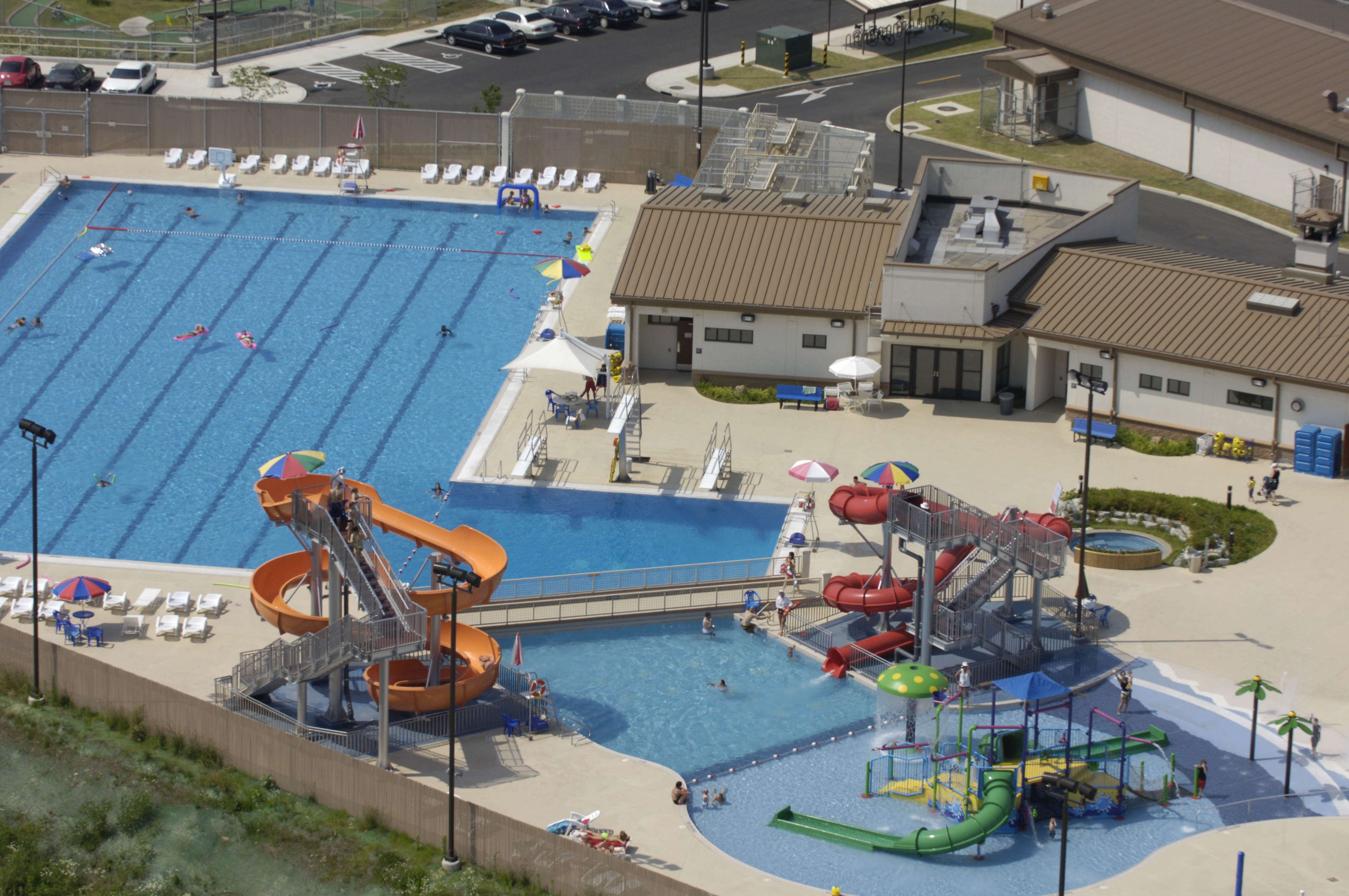

### Década de 1960
Em 1962, a base foi renomeada Camp Humphreys em homenagem ao subtenente-chefe Benjamin K. Humphreys, um piloto designado para a 6ª Companhia de Transportes, que morreu em um acidente de helicóptero.
Em 1964, o comando do Distrito de Humphreys (mais tarde re-designado como o 23º Grupo de Apoio Direto) foi ativado como um comando de instalação separado do Oitavo Exército dos EUA, fornecendo todo o suporte direto, fornecimento e manutenção, armazenamento de todas as munições convencionais na Coreia, publicações gerais adjutoras e auxiliares de treinamento e a Oitava Usina de Leite do Exército dos EUA.

### Década de 1970
Em 1974, com a ativação da 19ª Brigada de Apoio, Camp Humphreys foi redesignado como US Garrison do Exército, Camp Humphreys. USAG-Camp Humphreys ainda era responsável por todos os assuntos que afetam o pessoal estacionado no Camp Humphreys, mas o 19º Comando de Apoio foi responsável por todas as atividades de apoio vitais ao Oitavo Exército dos EUA e suas unidades subordinadas. As unidades anteriormente reportadas ao 23º Grupo de Apoio Direto passaram a subordinar-se ao 19º Comando de Apoio em Daegu. Somente as funções básicas permaneceram com USAG Camp Humphreys.

### Década de 1990
Mais tarde, o 23º Grupo de Apoio Direto e o 19º Suporte foram renomeados 23º Grupo de Apoio e 19º Comando de Área do Exército do Teatro. Em 17 de junho de 1996, a Área de Atividade de Apoio do Exército dos Estados Unidos III (Área III da USASA) foi estabelecida e tornou-se responsável pela missão de apoio em paz para as unidades do Camp Humphreys, Camp Long, Camp Eagle e do Exército dos EUA atribuídas à base aérea de Suwon.

### Década de 2000
Em 1 de junho de 2005, o Exército dos EUA anunciou que os Campos Eagle e Long fechariam. Ambos os campos foram encerrados em 4 de junho de 2010, consolidando as atividades de suporte de instalação no Camp Humphreys.

#### Protestos de 2005
Após uma série de grandes protestos contra o plano dos governos sul-coreano e americano para expandir o Camp Humphreys para torná-lo a principal base para a maioria das tropas dos EUA na Coreia do Sul, os moradores de Daechuri e outras pequenas aldeias perto de Pyeongtaek concordaram com um acordo do governo para deixar suas casas em 2006 e permitirem a expansão da base. A remuneração da terra atingiu a média de 600 milhões de won (cerca de 600.000 dólares) por residente.

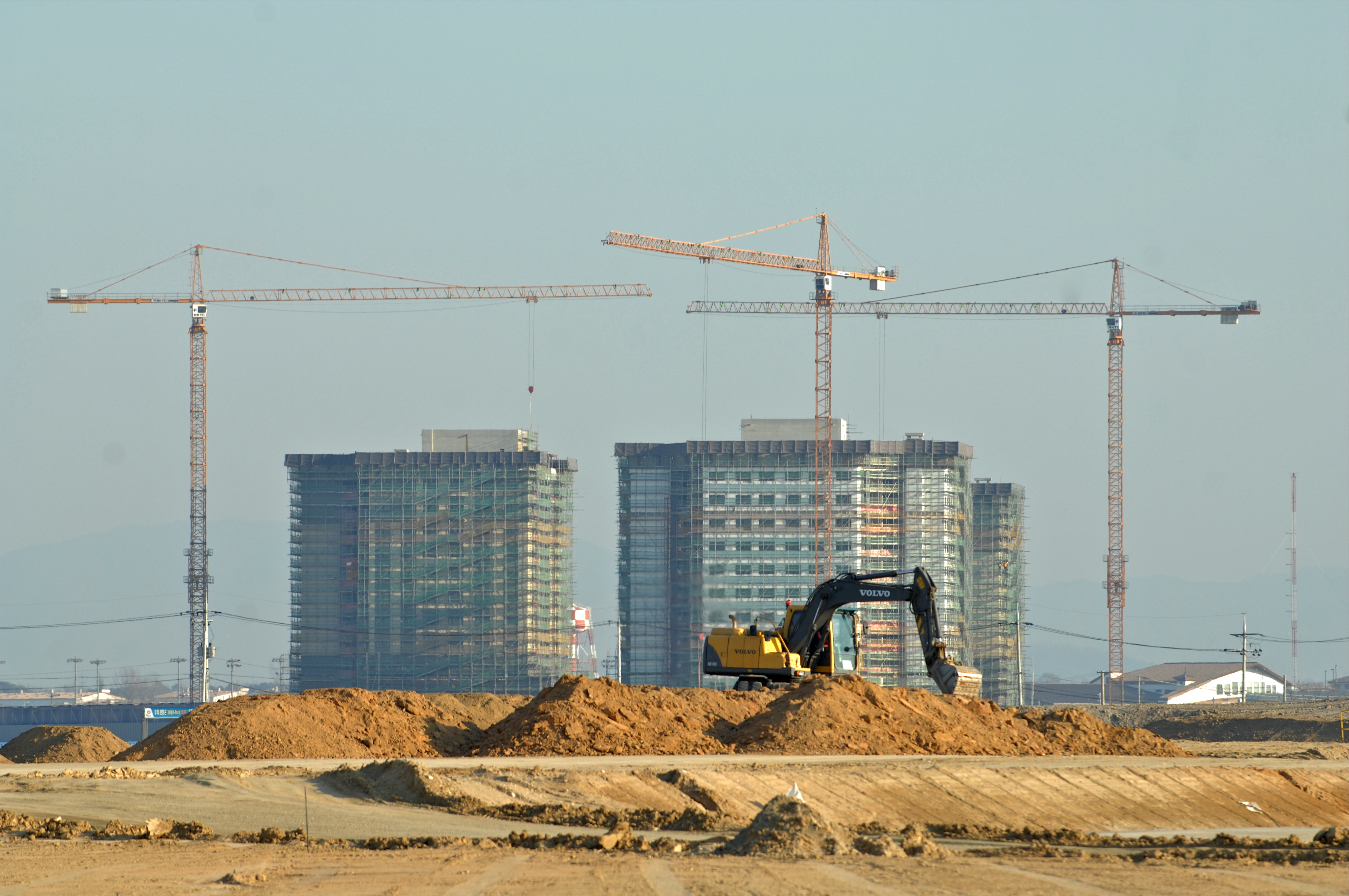

Sob um pacto de permuta de terras de 2004, os EUA prometeu retornar gradualmente 170 km2 de terra combinada que abriga 42 bases militares e instalações relacionadas para a Coreia do Sul e moverem as forças militares dos EUA de guarnições no norte de Seul para Camp Humphreys.
Com a criação do Comando de Gerenciamento de Instalação em 24 de outubro de 2006, a Área de Atividade de Apoio ao Exército dos EUA III foi redesignada como US Garrison Humphreys e Área III em 15 de março de 2007.
Em 13 de novembro de 2007, a USFK e as autoridades sul-coreanas realizaram uma cerimônia inovadora para a expansão do Camp Humphreys. Sob esse plano, a presença de 28.500 soldados dos Estados Unidos na Coreia do Sul será consolidada em dois pólos regionais em Pyeongtaek e Daegu até 2016.

### Década de 2010
Em 2 de setembro de 2011, funcionários dos EUA e sul-coreanos participaram de uma cerimônia conjunta inovadora para marcar o início da construção de uma escola primária para acomodar 850 estudantes e escolas secundárias para acomodar 950 estudantes em Camp Humphreys.
Em 26 de agosto de 2013, Camp Humphreys abriu uma nova escola primária. A nova escola primária realizará aulas de kinder até quinta classe para uma capacidade total de inscrição de 875 alunos.